# چوی سونگ هون
چوی سونگ هون (کره‌ای: 최승훈؛ زادهٔ ۱ مه ۲۰۰۸) بازیگر کودک اهل کره جنوبی است.

## فیلم‌شناسی

### فیلم
| سال  | عنوان       | نقش                  | منابع |
| ---- | ----------- | -------------------- | ----- |
| ۲۰۱۵ | سالید دامور | جانگ سو (جوانی)      |       |
| ۲۰۱۶ | پاندورا     | کانگ جه هیوک (جوانی) |       |
| ۲۰۱۸ | قهرمان      | جون هیونگ            | [ ۲ ] |

### مجموعه تلویزیونی
| سال  | عنوان                       | نقش                                               | منابع  |
| ---- | --------------------------- | ------------------------------------------------- | ------ |
| ۲۰۱۴ | مامان                       | هان گو رو (جوانی)                                 |        |
| ۲۰۱۴ | چهره پادشاه                 | یی جی                                             |        |
| ۲۰۱۵ | باشگاه دوست‌دختران سابق      | خویشاوند کیم سو جین، سونگ هیون                    |        |
| ۲۰۱۵ | روز موعود                   | سونگ دونگ‌ها                                       |        |
| ۲۰۱۵ | تاجر گک‌جو ۲۰۱۵              |                                                   |        |
| ۲۰۱۶ | جانگ یونگ شیل               | یی هیانگ (جوانی)                                  |        |
| ۲۰۱۶ | مادام آنتوان                | چوی سو هیون (جوانی)                               |        |
| ۲۰۱۶ | کی۲                         | کیم جه‌ها (جوانی)                                  |        |
| ۲۰۱۶ | گلدن پانچ                   | هان سوک هون (جوانی)                               |        |
| ۲۰۱۶ | دوباره عشق اول              | گا اون                                            |        |
| ۲۰۱۷ | صدا                         | سون آه رام (قسمت‌های ۲–۳)                          |        |
| ۲۰۱۷ | سایمدانگ، خاطرات درخشان     | مین جی سونگ                                       |        |
| ۲۰۱۷ | زن قوی دو بونگ‌سون           | آن مین هیوک (جوانی)                               |        |
| ۲۰۱۷ | تونل                        | موک جین وو (جوانی)                                |        |
| ۲۰۱۷ | بهترین ضربه                 | شین هوا                                           |        |
| ۲۰۱۷ | عروس‌ها                      |                                                   |        |
| ۲۰۱۷ | کشتی بیمارستان              | کیم چه گول (جوانی)                                |        |
| ۲۰۱۷ | بلک                         | هان مو گانگ (جوانی)                               |        |
| ۲۰۱۷ | ادیسه کره‌ای                 | لی سو چول                                         |        |
| ۲۰۱۸ | رادیو عاشقانه               | جی سو هو (جوانی)                                  |        |
| ۲۰۱۸ | همین حالا باهام ازدواج کن   | جونگ اون ته (جوانی)                               |        |
| ۲۰۱۸ | سوییچ                       | سا دو چان (جوانی)                                 |        |
| ۲۰۱۸ | قایم‌موشک                    | چا اون هیوک (جوانی)                               | [ ۳ ]  |
| ۲۰۱۸ | مهمان                       | یون هوا پیونگ (جوانی)                             | [ ۴ ]  |
| ۲۰۱۸ | خانم ما                     | چوی وو جون                                        | [ ۵ ]  |
| ۲۰۱۸ | جذابیت شیطانی               | گونگ ما سونگ (جوانی)                              |        |
| ۲۰۱۸ | سریع و خشن                  | ته این جون (جوانی)                                |        |
| ۲۰۱۹ | زندگی کن یا بمیر            | لی جین سانگ (جوانی)                               |        |
| ۲۰۱۹ | خیلی قانونی                 | گو ته ریم (جوانی)                                 |        |
| ۲۰۱۹ | مکانی در آفتاب              | اوه ته یانگ / کیم یو وول (جوانی)/ چوی /کیم جی مین |        |
| ۲۰۱۹ | عطر                         | سو یی دو (جوانی)                                  |        |
| ۲۰۱۹ | خدمه گل: آژانس ازدواج چوسان | ما هون (جوانی)                                    | [ ۶ ]  |
| ۲۰۱۹ | درامای ویژه کی‌بی‌اس «پنهان»  | کیم گون (جوانی)                                   |        |
| ۲۰۲۰ | جنگل                        | کانگ سان هیوک (جوانی)                             |        |
| ۲۰۲۰ | زندگی فوق‌العاده من          | کی اون سو                                         | [ ۷ ]  |
| ۲۰۲۱ | سلام منم                    | هان یو هیون (جوانی)                               |        |
| ۲۰۲۱ | جوانان ماه مه               | هوانگ جونگ ته                                     | [ ۸ ]  |
| ۲۰۲۱ | در دوردست بهار سبز است      | یو جون وان (جوانی)                                |        |
| ۲۰۲۱ | عاشقان آسمان سرخ            | هارام (جوانی)                                     | [ ۹ ]  |
| ۲۰۲۱ | عشق به سرنوشت               | هان هانول                                         | [ ۱۰ ] |
| ۲۰۲۱ | مالیخولیا                   | بک سونگ یو (جوانی)                                |        |

### مجموعه اینترنتی
| سال  | عنوان     | نقش                 | منابع |
| ---- | --------- | ------------------- | ----- |
| ۲۰۲۲ | گرید      | کیم سه‌ها (جوانی)    |       |
| ۲۰۲۲ | صدای جادو | نا ایل دونگ (جوانی) |       |

### برنامه تلویزیونی
| سال  | عنوان     | شبکه | توضیحات    | منابع  |
| ---- | --------- | ---- | ---------- | ------ |
| ۲۰۲۳ | بویز پلنت | ام‌نت | شرکت کننده | [ ۱۱ ] |

## جوایز و نامزدی‌ها
| سال  | مراسم جوایز         | دسته               | نامزد / اثر    | نتیجه    | منابع  |
| ---- | ------------------- | ------------------ | -------------- | -------- | ------ |
| ۲۰۱۹ | جوایز درامای کی‌بی‌اس | بهترین بازیگر جوان | مکانی در آفتاب | نامزدشده | [ ۱۲ ] |